# Copa Santa Catarina de 2009
A Copa Santa Catarina de 2009 foi a 11ª edição do segundo principal torneio de futebol de Santa Catarina. Sete clubes do estado participaram disputando o título da competição.
Neste ano, realizar-se-a a terceira Recopa Sul-Brasileira, com os vencedores das copas de Santa Catarina, São Paulo, do Rio Grande do Sul e do Paraná. O campeão, que foi o Joinville, recebeu o direito de participar do Série D do campeonato brasileiro de 2010. Se este já estavesse classificado para as séries A, B ou C, o vice-campeão assumiria. Se este também estivesse, a vaga seria repassada para o 3º colocado (o que somou mais pontos na soma de todo o campeonato, além do campeão e vice) e assim por diante.

## Equipes Participantes
| Equipe        | Município     | Estádio                            | Títulos |
| ------------- | ------------- | ---------------------------------- | ------- |
| Atlético      | Ibirama       | Baixada                            | ---     |
| Avaí B        | Florianópolis | Ressacada                          | 1       |
| Brusque       | Brusque       | Augusto Bauer                      | 2       |
| Criciúma      | Criciúma      | Heriberto Hülse                    | 1       |
| Figueirense B | Florianópolis | Orlando Scarpelli                  | 2       |
| Joinville     | Joinville     | Arena Joinville                    | ---     |
| Metropolitano | Blumenau      | Complexo Esportivo Bernardo Werner | ---     |

### Regulamento
A Copa Santa Catarina foi disputada em três fases turno, returno e finais.
Turno: Os 7 participantes disputaram os jogos de ida, todos contra todos no sistema de pontos corridos. O clube que conquistou mais pontos, foi classificado à fase final.
Returno: Esta fase tem o mesmo sistema da primeira só que sendo invertidos os mandos de campo, jogos de volta. O clube que conquistou mais pontos, também foi classificado à fase final. Se algum dos participantes vencesse a fase de turno e returno, seria sagrado campeão da competição, anulando-se assim a última fase.
Final: Foi disputada em dois jogos, entre as equipes classificadas nas duas primeiras fases. O clube que obteve a melhor campanha na soma do turno e do returno, disputou o último jogo da final em seus domínios.
Foi considerada campeã a equipe que obteve o maior êxito nos dois jogos, seguindo os critérios de desempate. O campeão foi classificado para a Série D do campeonato brasileiro de 2010. Se este já estivesse classificado para as séries A, B ou C, o vice-campeão assumiria. Se este também estivesse, a vaga seria repassada para o 3º colocado (o que somasse mais pontos na soma de todo o campeonato, além do campeão e vice) e assim por diante. O campeão também tem direito de disputar a Recopa Sul-Brasileira de 2009.

### Critérios de Desempate
- Maior número de vitórias;
- Maior saldo de gols;
- Maior número de gols pró;
- Confronto direto, somente no caso de empate entre duas equipes;
- Menor número de cartões vermelhos recebidos;
- Menor número de cartões amarelos recebidos;
- Sorteio público.

## Turno
| 1 | Joinville           | 15 | 6 | 5 | 0 | 1 | 16 | 6  | 10 |
| 2 | Avaí B              | 12 | 6 | 4 | 0 | 2 | 12 | 10 | 2  |
| 3 | Criciúma            | 9  | 6 | 3 | 0 | 3 | 10 | 9  | 1  |
| 4 | Figueirense B       | 9  | 6 | 3 | 0 | 3 | 6  | 8  | -2 |
| 5 | Brusque             | 6  | 6 | 2 | 0 | 4 | 11 | 14 | -3 |
| 6 | Metropolitano       | 6  | 6 | 2 | 0 | 4 | 8  | 11 | -3 |
| 7 | Atlético de Ibirama | 6  | 6 | 2 | 0 | 4 | 7  | 12 | -5 |
| PG – pontos ganhos; J – jogos; V – vitórias; E – empates; D – derrotas; GP – gols pró; GC – gols contra; SG – saldo de gols |                     |    |   |   |   |   |    |    |    |

|  |                            |
|  | Classificado à fase final. |

## Returno
| 1 | Metropolitano       | 14 | 6 | 4 | 2 | 0 | 8  | 3  | 5   |
| 2 | Joinville           | 11 | 6 | 3 | 2 | 1 | 13 | 6  | 7   |
| 3 | Criciúma            | 11 | 6 | 3 | 2 | 1 | 16 | 10 | 6   |
| 4 | Brusque             | 10 | 6 | 3 | 1 | 2 | 14 | 10 | 4   |
| 5 | Figueirense B       | 5  | 6 | 1 | 2 | 3 | 5  | 10 | -5  |
| 6 | Avaí B              | 4  | 6 | 1 | 1 | 4 | 8  | 18 | -10 |
| 7 | Atlético de Ibirama | 3  | 6 | 1 | 0 | 5 | 6  | 13 | -7  |
| PG - pontos ganhos; J - jogos; V - vitórias; E - empates; D - derrotas; GP - gols pró; GC - gols contra; SG - saldo de gols |                     |    |   |   |   |   |    |    |     |

|  |                            |
|  | Classificado à fase final. |

## Confrontos
Para ler a tabela, a linha horizontal representa os jogos da equipe como mandante. A coluna vertical indica os jogos da equipe como visitante.
Os jogos que não aconteceram ainda, estão descritos de acordo com a rodada em que irá acontecer. Exemplo: R-1 significa a primeira rodada.
Resultados do turno estão em vermelho.
Resultados do returno estão em azul.
|                     | ATI | AVA | BRU | CRI | FIG | JOI | MET |
| ------------------- | --- | --- | --- | --- | --- | --- | --- |
| Atlético de Ibirama | —   | 2x1 | 2x1 | 2x0 | 2x3 | 2x4 | 0x1 |
| Avaí B              | 2x1 | —   | 4x1 | 2x5 | 3x0 | 3x2 | 1x1 |
| Brusque             | 4x1 | 4x0 | —   | 1x2 | 3x0 | 0x3 | 4x1 |
| Criciúma            | 3x1 | 3x0 | 3x3 | —   | 1x2 | 4x2 | 4x2 |
| Figueirense B       | 3x0 | 0x2 | 1x2 | 0x0 | —   | 1x1 | 1x0 |
| Joinville           | 1x0 | 6x1 | 5x1 | 2x0 | 2x0 | —   | 0x0 |
| Metropolitano       | 2x0 | 3x1 | 2x1 | 2x1 | 2x0 | 0x1 | —   |

## Classificação geral
| 1 | Joinville           | 26 | 12 | 8 | 2 | 2 | 29 | 12 | 17  |
| 2 | Criciúma            | 20 | 12 | 6 | 2 | 4 | 26 | 19 | 7   |
| 3 | Metropolitano       | 20 | 12 | 6 | 2 | 4 | 16 | 14 | 2   |
| 4 | Brusque             | 16 | 12 | 5 | 1 | 6 | 25 | 24 | 1   |
| 5 | Avaí B              | 16 | 12 | 5 | 1 | 6 | 20 | 28 | -8  |
| 6 | Figueirense B       | 14 | 12 | 4 | 2 | 6 | 11 | 18 | -7  |
| 7 | Atlético de Ibirama | 9  | 12 | 3 | 0 | 9 | 13 | 25 | -12 |
| PG - pontos ganhos; J - jogos; V - vitórias; E - empates; D - derrotas; GP - gols pró; GC - gols contra; SG - saldo de gols |                     |    |    |   |   |   |    |    |     |

|  |                                           |
|  | Disputará o último jogo da final em casa. |

### Final
O Joinville disputou a segunda partida em casa por ter melhor campanha em todo o campeonato.
| Campeão   | Vice-Campeão  | Jogo 1 | Jogo 2 |
| --------- | ------------- | ------ | ------ |
| Joinville | Metropolitano | 2x0    | 1x0    |

## Artilharia
Atualizado em 7 de dezembro às 8:36 UTC-3.
| Gols | Jogador            | Time      |
| ---- | ------------------ | --------- |
| 15   | Lima               | Joinville |
| 10   | Giovane            | Brusque   |
| 6    | Marcelo Moscatelli | Criciúma  |
| 4    | Cris               | Joinville |
| 4    | Gustavo            | Avaí B    |
| 4    | Roberto            | Avaí B    |
| 4    | Ronaldo Capixaba   | Criciúma  |

## Campeão Geral
| Copa Santa Catarina de 2009 |
| --------------------------- |
|                             |
| JOINVILLE (1º título)       |